# IZZET
IZZET — український регі-гурт, створений його солістом Іззетом Аблязовим. Гурт народився 27 листопада 2003 на презентації сольного проекту «IZZET».
Гурт є єдиним представником свого стилю, в основі якого лежить синтез багатого кримськотатарського етносу, з його складними розмірами, нестандартними гармоніями й високою емоційністю регі і афробіту.
Гурт IZZET був визнаний хітлайнером фестивалів: "Регги-фест" - 2004; "Фортеця" -Білгород-Дністровський 2004, "Тарас Бульба".
За час свого існування гурт випустив 5 дисків: My security, Reggalia, Rootman's Rehearsal, Hard Country Fish, Fraon. В 2009 році гурт IZZET припинив своє існування через смерть вокаліста і фронтмена гурту Іззета Аблязова (11.02.1972 — 11.07.2009)

## Іззет Аблязов
Іззет Аблязов (11.02.1972 — 11.07.2009, ім‘я при народженні - Віталій) — соліст гурту, співак, композитор, художник, збирач кримськотатарського фольклору.
Народився Іззет Аблязов у Києві 11 лютого 1972 року. Батько Іззета — Аблязов Валерій Ізетович — військовий, його батько кримський татарин з Феодосії (батьки якого були депортовані з Криму 1944-го року), матір — росіянка; Матір Іззета Тамара Іванівна Аблязова — лікар, за батьком — фінка, за мамою — українка.
Закінчив Київський національний університет культури та мистецтв. У 2003 році створив гурт IZZET.
Будучи на четверть кримським татар ином Ізеет Аблязов у віці 30-ти років на кілька місяців відвідує Крим і відкриває для себе кримськотатарську культуру. Згодом вчивчає кримськотатарську мову, приймає Іслам, змінює ім'я Віталій, дане йому батьками, на Іззет на честь свого діда кримського татарина. І створює гурт регі-гурт IZZET.
27 листопада 2003 року презентовано сольний проект «IZZET» (альбом, кліп) «My Security».
У березні 2005-го року, після концерту у Сімферополі Іззет Аблязов потрапляє у ДТП. На пішоходному переході його збила маршрутка. Іззет отримав перелом гомілок обох ніг.
```
Після ДТП Ізеет Аблязов 5 років лікується. За час хвороби продовжує створювати музики. По можливості, дає концерти. 
```

11 липня 2009 лідер гурту «IZZET» Ізеет Аблязов помирає у київській лікарні. Це відбулося через три тижні після 11-тої операції, внаслідок ДТП. Через передозування знеболювальним у Іззета відірвався тромб.
```
Іззет Аблязов похований у Києві на Лісовому кладовищі, на сьомій ділянці. Поруч з ним згодом були  поховані його батьки. 
```

У Іззета Аблязова залишилася єдина донька Вікторія, яка нині володіє авторськими правами на його музику і творчість.

## Склад гурту
- IZZET Аблязов — лідер, вокал, гітара, обробка народних тем, вірші, музика;
- Костянтин Севрук — барабани;
- Анна Война — гітара;
- Володимир Гурский — бас-гітара.

## Дискографія
- Мy security (2003)
- Reggalia
- Rootman's Rehearsal
- Hard Country Fish
- Fraon

## Відеокліпи
- My security (2003)
- Izzet Qoy T m T m Къой Тым Тым (2003)
- IZZET Ёсман (Ёсмам) (2012)
- IZZET Red Umbrellas

## Нагороди
- Гурт визнаний хітлайнером фестивалів:' «Реггі — фест» — Киев 2004 г.,

- «Фортеця» — Белгород-Дністровський 2004 г.,
- «Тарас Бульба».